# العلاقات الفرنسية المولدوفية
العلاقات الفرنسية المولدوفية هي العلاقات الثنائية التي تجمع بين فرنسا ومولدوفا.

## مقارنة بين البلدين
هذه مقارنة عامة ومرجعية للدولتين:
| وجه المقارنة                                              | فرنسا                                                    | مولدوفا                           |
| --------------------------------------------------------- | -------------------------------------------------------- | --------------------------------- |
| المساحة (كم2)                                             | 643.80 ألف                                               | 33.85 ألف                         |
| عدد السكان (نسمة)                                         | 67.12 مليون                                              | 2.55 مليون                        |
| الكثافة السكانية (ن./كم²)                                 | 104.26                                                   | 75.33                             |
| العاصمة                                                   | باريس                                                    | كيشيناو                           |
| اللغة الرسمية                                             | لغة فرنسية                                               | اللغة المولدوفية، اللغة الرومانية |
| العملة                                                    | يورو، فرنك س ف ب، فرنك فرنسي، Livre tournois ‏            | ليو مولدوفي                       |
| الناتج المحلي الإجمالي (بليون دولار)                      | 2.58 تريليون                                             | 8.13 مليار                        |
| الناتج المحلي الإجمالي (تعادل القوة الشرائية) بليون دولار | 2.87 تريليون                                             | 17.94 مليار                       |
| الناتج المحلي الإجمالي الاسمي للفرد دولار أمريكي          | 36.20 ألف                                                | 3.65 ألف                          |
| الناتج المحلي الإجمالي للفرد دولار أمريكي                 | 39.33 ألف                                                | 4.98 ألف                          |
| مؤشر التنمية البشرية                                      | 0.888                                                    | 0.693                             |
| رمز المكالمات الدولي                                      | +33                                                      | +373                              |
| رمز الإنترنت                                              | .fr، .bzh ‏، .tf، .re، .wf، .yt، .pm، .paris              | .md                               |
| المنطقة الزمنية                                           | أوروبا/باريس ‏، توقيت وسط أوروبا، توقيت وسط أوروبا الصيفي | ت ع م+02:00، ت ع م+03:00          |

## مدن متوأمة
في ما يلي قائمة باتفاقيات التوأمة بين مدن فرنسية ومولدوفية:
- ترتبط غرونوبل مع كيشيناو باتفاقية توأمة منذ 1974.[16][16][16]

## منظمات دولية مشتركة
يشترك البلدان في عضوية مجموعة من المنظمات الدولية، منها:
| علم المنظمة | اسم المنظمة                               | تاريخ انضمام فرنسا | تاريخ انضمام مولدوفا |
| ----------- | ----------------------------------------- | ------------------ | -------------------- |
|             | وكالة ضمان الاستثمار متعدد الأطراف        | 28 ديسمبر 1989     | 9 يونيو 1993         |
|             | الأمم المتحدة                             | 24 أكتوبر 1945     | 2 مارس 1992          |
|             | الفريق المعني برصد الأرض                  | ?                  | ?                    |
|             | منظمة حظر الأسلحة الكيميائية              | ?                  | ?                    |
|             | منظمة التجارة العالمية                    | 1995               | ?                    |
|             | منظمة الشرطة الجنائية الدولية             | ?                  | ?                    |
|             | منظمة الأمن والتعاون في أوروبا            | 25 يونيو 1973      | 30 يناير 1992        |
|             | مؤسسة التنمية الدولية                     | 30 ديسمبر 1960     | 14 يونيو 1994        |
|             | يونسكو                                    | 4 نوفمبر 1946      | 27 مايو 1992         |
|             | مجلس أوروبا                               | 5 مايو 1949        | ?                    |
|             | الاتحاد البريدي العالمي                   | ?                  | ?                    |
|             | البنك الدولي للإنشاء والتعمير             | 27 ديسمبر 1945     | 12 أغسطس 1992        |
|             | الاتحاد الدولي للاتصالات                  | 1866               | 20 أكتوبر 1992       |
|             | مؤسسة التمويل الدولية                     | 20 يوليو 1956      | 10 مارس 1995         |
|             | المنظمة الأوروبية لسلامة الملاحة الجوية   | 1960               | 2000                 |
|             | المركز الدولي لتسوية المنازعات الاستشارية | 20 سبتمبر 1967     | 4 يونيو 2011         |

## أعلام
هذه قائمة لبعض الشخصيات التي تربطها علاقات بالبلدين:
- آن جرافوان (4 نوفمبر 1965 – )
- سيسيليا ساركوزي (عارضة فرنسية، 12 نوفمبر 1957 – )

## وصلات خارجية
- موقع وزارة الخارجية الفرنسية
- موقع وزارة الخارجية المولدوفية